# Adarrus uncitaurus
Adarrus uncitaurus är en insektsart som beskrevs av Adolf Remane och Asche 1980. Adarrus uncitaurus ingår i släktet Adarrus och familjen dvärgstritar. Inga underarter finns listade i Catalogue of Life.